# Vitorino Antunes
Vitorino Gabriel Pacheco Antunes (Freamunde, 1 de abril de 1987) es un exfutbolista portugués que jugaba como defensa.

## Trayectoria

### Primeros años / Paços
Nacido en Freamunde, Antunes se unió al primer equipo del F. C. Paços de Ferreira para la temporada 2006-07 por cantidad no revelada al año procedente de la tercera división, del club de su ciudad, el Sport Clube Freamunde, donde comenzó su carrera como futbolista profesional. 
En Paços jugó un papel decisivo en la primera calificación jamás del equipo para la Copa de la UEFA, anotando en un empate en casa 1-1 contra el F. C. Porto.

### A. S. Roma y cesiones
Después de una temporada de grandes alegrías, fue vinculado con ciertos equipos de nivel como el F. C. Porto, S. L. Benfica, S. C. Braga, Atlético de Madrid, A. J. Auxerre, Aston Villa y el R. S. C. Anderlecht. El 29 de agosto de 2007, apenas dos días antes del cierre de la ventana de transferencias, el club italiano de la A. S. Roma fue el que obtuvo el acuerdo de préstamo, por 0,3 millones de € con la opción para comprar permanentemente abierta hasta el 15 de abril de 2008. Él firmó un contrato de 3 años más 0,195 millones de € en la primera temporada - en bruto, bonificación excluidos - y un aumento gradual de 0,321 millones de € en el último año.
Hizo su debut oficial con la Roma el 12 de diciembre de 2007, durante la Liga de Campeones de la UEFA de la temporada contra el Manchester United. Fue elegido como el Jugador del Partido en una encuesta realizada por la web del club.
El 20 de enero de 2008 jugó su primer partido de Serie A, al entrar como sustituto en la victoria por 2-0 en casa ante el Catania Calcio. Su inadaptación le costó ser superado por los internacionales italianos Marco Cassetti y Max Tonetto y solo tuvo 65 minutos de acción en liga. 
El 2 de abril de 2008 la Roma ejerció la opción de compara, al Paços de Ferreira tras pagar 1,2 millones de euros, mientras que el jugador firmó un contrato de cinco años. Después de la firma, fue cedido inmediatamente al recién ascendido U. S. Lecce por una temporada, por 200 000 €. 
En raras ocasiones después de aparecer en Lecce y en absoluto para los romaníes, de agosto a diciembre de 2009, Antunes regresó a Portugal del mes siguiente, siendo prestado al Leixões S. C. hasta el final de la temporada, todo lo cual terminó en la parte superior del descenso de vuelo para el club. 
El 31 de enero de 2011, volvió a ser cedido, esta vez al Livorno Calcio, junto con su compañero de equipo Marco D'Alessandro, en un préstamo, con reproductor de Roma por el pago de 270 000 € a fin de compensar la diferencia salarial entre los dos clubes.

### Retorno al Paços y Málaga C. F.
El 28 de junio de 2012, después de pasar cinco meses cedido en el Panionios GSS en Grecia, firmó un contrato de tres años con el club de su formación, el F. C. Paços de Ferreira, en sustitución del recién fichado por el Benfica, Luisinho. Hasta bien entrado el mercado de invierno siguiente, sin embargo, fue cedido al Málaga C. F. como un reemplazo Nacho Monreal que se fue al Arsenal F. C. Hizo su debut en la Liga el 9 de febrero, jugando los 90 minutos en un 2-1 victoria a domicilio ante el Levante U. D., y participó en 15 partidos oficiales durante la temporada, incluyendo cuatro en la Liga de Campeones de la UEFA. 
El 11 de junio de 2013 Antunes firmó un contrato de cuatro años con los andaluces, por un precio de 1,25 millones de euros.

### Etapa en Ucrania y vueltas a España y Portugal
El 1 de febrero de 2015 firmó por el Dinamo de Kiev por una cantidad de 6 millones de euros.
En julio de 2017 llegó cedido al Getafe C. F. con opción de compra.
En las temporadas 2017-18 y 2018-19 se consolidó como el lateral izquierdo titular del conjunto azulón hasta que sufrió una grave lesión.
El 18 de junio de 2020 rescindió su contrato con el Getafe C. F. a pocos días de su finalización.
El 15 de agosto, tras siete años jugando en Ucrania y España, regresó al fútbol portugués tras firmar con el Sporting C. P. por dos temporadas. Solo cumplió la primera de ellas y el 28 de julio de 2021 inició su tercera etapa en el F. C. Paços de Ferreira. Esta terminó al finalizar la temporada 2024-25 después de rechazar la oferta de renovación y anunciar su retirada.

## Selección nacional
El 5 de junio de 2007, con 20 años de edad, jugó su primer partido con la selección absoluta, en un empate 1-1 apareciendo como visitante contra Kuwait después de reemplazar a Paulo Ferreira durante la última media hora del partido. Pasó cinco años hasta su siguiente y última convocatoria en septiembre de 2013.
Anteriormente fue internacional en categorías inferiores.

## Clubes
| Club                         | País     | Año       |
| ---------------------------- | -------- | --------- |
| S. C. Freamunde              | Portugal | 2004-2006 |
| F. C. Paços de Ferreira      | Portugal | 2006-2008 |
| A. S. Roma (cedido)          | Italia   | 2007-2008 |
| A. S. Roma                   | Italia   | 2008-2012 |
| U. S. Lecce (cedido)         | Italia   | 2008-2009 |
| Leixões S. C. (cedido)       | Portugal | 2010      |
| A. S. Livorno (cedido)       | Italia   | 2011      |
| Panionios de Atenas (cedido) | Grecia   | 2012      |
| F. C. Paços de Ferreira      | Portugal | 2012-2013 |
| Málaga C. F. (cedido)        | España   | 2013      |
| Málaga C. F.                 | España   | 2013-2015 |
| F. C. Dinamo de Kiev         | Ucrania  | 2015-2018 |
| Getafe C. F. (cedido)        | España   | 2017-2018 |
| Getafe C. F.                 | España   | 2018-2020 |
| Sporting C. P.               | Portugal | 2020-2021 |
| F. C. Paços de Ferreira      | Portugal | 2021-2025 |

## Palmarés

### Títulos nacionales
| Título                      | Club                 | País     | Año     |
| --------------------------- | -------------------- | -------- | ------- |
| Copa Italia                 | A. S. Roma           | Italia   | 2007-08 |
| Liga Premier de Ucrania     | F. C. Dinamo de Kiev | Ucrania  | 2014-15 |
| Copa de Ucrania             | F. C. Dinamo de Kiev | Ucrania  | 2014-15 |
| Liga Premier de Ucrania     | F. C. Dinamo de Kiev | Ucrania  | 2015-16 |
| Supercopa de Ucrania        | F. C. Dinamo de Kiev | Ucrania  | 2016    |
| Copa de la Liga de Portugal | Sporting C. P.       | Portugal | 2020-21 |
| Primeira Liga               | Sporting C. P.       | Portugal | 2020-21 |